# Atanasie Petculescu
Atanasie Petculescu, romunski general, * 1892, † 1973.